# Ipomoea pseudomarginata
Ipomoea pseudomarginata är en vindeväxtart som beskrevs av T. Deroin. Ipomoea pseudomarginata ingår i släktet praktvindor, och familjen vindeväxter. Inga underarter finns listade i Catalogue of Life.